# Bal-Bal
En la mitología filipina, un Bal-Bal es un monstruo no muerto que roba cadáveres, ya sea en un funeral o en una tumba, y se alimenta de ellos. Tiene un fuerte sentido del olfato para los cadáveres humanos. También tiene garras y dientes lo suficientemente afilados como para rasgar la ropa de los muertos. Como no come nada más que cadáveres, tiene un aliento fétido. Una vez que este monstruo ha descubierto y se ha comido el cadáver, dejará el tronco de un árbol de plátano en el ataúd creando una ilusión del cuerpo robado para engañar a la gente.
Bal-Bal también estaba asociado con Aswang, Amalanhig e incluso con Busaw, que eran todos carnívoros. Fueron clasificados como una de las criaturas más temibles de Filipinas debido a su apariencia. Incluso fueron descritos y comparados con los vampiros de los continentes occidentales.  I